# Cia Teatral Sei Lá, a Gente Inventa

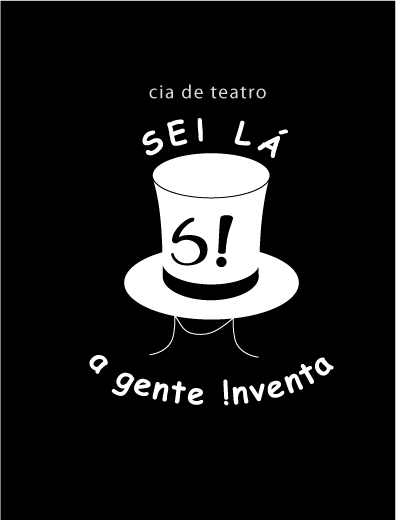
Cia de teatro Sei lá, a gente inventa!

A Cia Teatral Sei Lá, a Gente Inventa foi formada em meados de junho de 2004, com alunos oriundos do curso de improvisação do Tablado.
Com o objetivo em comum por parte dos integrantes de abordar o teatro em toda a sua extensão, explorando todas as possibilidades técnicas e vertentes artísticas existentes.
Dotados principalmente da liberdade inerente à técnica da improvisação, que é a pedra fundamental deste grupo, uniu-se a disciplina, que nos possibilitou e possibilita experimentar a fundo as diferentes linguagens teatrais em toda sua plenitude.

## Histórico da Cia Sei lá, a gente inventa!
Sendo a diversidade, portanto, a chave, o grupo vem desenvolvendo e realizando sua arte com espetáculos como “Céu ou inferno”, que é texto próprio de autoria de um ex-integrante Rodrigo da rocha, o qual trata-se de uma comédia que oscila entre o estilo pastelão e o farcesco, e foi levada a cartaz em 2005. O grupo apresentou ainda no Tablado as tragédias, Vestido de Noiva(2005), e Boca de ouro(2004) de autoria de Nelson Rodrigues. Trabalhou em conjunto com o Grutta teatral sob a direção de Linn Falcão, na montagem de A Mulher Sem Pecado(2005) também de Nelson Rodrigues.
Em 2006 participou da montagem do espetáculo “4° feira de dublagens”, no teatro Tablado. Conta ainda com as esquetes “Azar pouco é bobagem”(2004) e “A estrovenga Selvagem”(2004) apresentados no Tablado.  
Em 2007 participou de festivais com a esquete A carta, de Thereza Falcão. Apresentou, no mesmo ano, Geração Trianon, de Anamaria Nunes, no Teatro O Tablado. 
Em 2008, e 2009, também no teatro O Tablado, encenaram Sonho de uma noite de Verão, de William Shakespeare, e O Inspetor Geral, de Gógol, respectivamente. 
A partir do ano de 2011, o grupo iniciou uma parceria com o projeto Teatro no Teatro idealizado pela diretora Isabella Secchin, mentora do grupo, tendo realizado as montagens: 
2011 - A visita da Velha Senhora, de Friedrich Dürrenmatt. Apresentado no Teatro dos quatro, no Shopping da Gávea. 
2012 - Tchekov em contos, de Anton Tchekov. Apresentado na sala Fernanda Montenegro, Teatro Leblon. 
2013 - A saga de Vicente, de Gustavo Ministério. Apresentado na sala Marilia Pêra, Teatro Leblon e posteriormente Teatro Maria Clara Machado, Planetário. 
2014 - Continuação das apresentações da Saga de Vicente, e As 1001 encarnações de Pompeu Loredo de Mauro Rasi e Vicente Pereira. Apresentada na sala Marilia Pêra, Teatro Leblon. 
2015 - A cia apresentou O Sonho de August Strindberg. Realizada na sala Marilia Pêra, Teatro Leblon. 